# Stichprobenfunktion
In der Statistik fasst eine Stichprobenfunktion, auch Stichprobenstatistik oder schlicht Statistik, Informationen aus einer Stichprobe in spezifischer Form als Funktion zusammen. Beispiele für Stichprobenfunktionen sind Schätzfunktionen, Prüfgrößen (Teststatistik, Testgröße, Testfunktion) oder die Grenze eines Konfidenzintervalls. Bekannte Stichprobenfunktionen sind das Stichprobenmittel, die Stichprobenvarianz sowie der Stichprobenmedian. Die Wahrscheinlichkeitsverteilung einer Stichprobenfunktion heißt auch Stichprobenverteilung.

## Definition
Die Zufallsvariablen {\displaystyle X_{1},\ldots ,X_{n}} seien eine Stichprobe des Umfangs {\displaystyle n}, weiterhin sei 
{\displaystyle g:\mathbb {R} ^{n}\to \mathbb {R} }
eine messbare Funktion. Dann heißt die Zufallsvariable
{\displaystyle G=g(X_{1},\ldots ,X_{n})}
eine Stichprobenfunktion.
Die Messbarkeit der Funktion {\displaystyle g} garantiert, dass {\displaystyle G} eine Zufallsvariable ist.

## Beispiele
In der Statistik und Wahrscheinlichkeitstheorie häufig verwendete Stichprobenfunktionen sind die Summenvariable {\displaystyle \sum _{i=1}^{n}X_{i}}, die in diesem Zusammenhang auch Stichprobensumme heißt, 
das Stichprobenmittel {\displaystyle {\frac {1}{n}}\sum _{i=1}^{n}X_{i}}, {\displaystyle {\frac {1}{n}}\sum _{i=1}^{n}X_{i}^{2}}, {\displaystyle \max(X_{1},\dots ,X_{n})} und {\displaystyle \min(X_{1},\dots ,X_{n})}.